# John Ellicott
John Ellicott (1706-1772) fue un tecnólogo y científico inglés del finales del siglo XVIII. Hijo de un relojero también llamado John Ellicott, se le considera continuador del trabajo de George Graham (1673-1751). Desarrolló el cylinder escapement y lo aplicó a sus relojes, así como un péndulo de compensación. Llegó a ser relojero de Jorge III de Inglaterra y miembro de la Royal Society. Además de fabricante inglés de relojes, también realizó otro tipo de instrumental científico, como barómetros.